# 朝霞駐屯地
朝霞駐屯地（あさかちゅうとんち、JGSDF Camp Asaka）は、日本の東京都練馬区・埼玉県朝霞市・和光市・新座市にまたがる陸上総隊司令部・東部方面総監部等が駐屯する陸上自衛隊の駐屯地である。

## 概要
駐屯地司令は東部方面総監部幕僚長が兼務（東部方面総監部の移駐前は第1施設団長が兼務）。国道254号（川越街道）に接する朝霞門の右側には陸上自衛隊広報センターが所在する。また、隣接する朝霞訓練場では3年に一度、自衛隊記念日に中央観閲式が実施される。
面積91.0ヘクタール（ha）。
所在地は練馬区だが、練馬区には練馬駐屯地もあり、朝霞駐屯地と練馬駐屯地は6.5kmほどの距離にある。

## 沿革

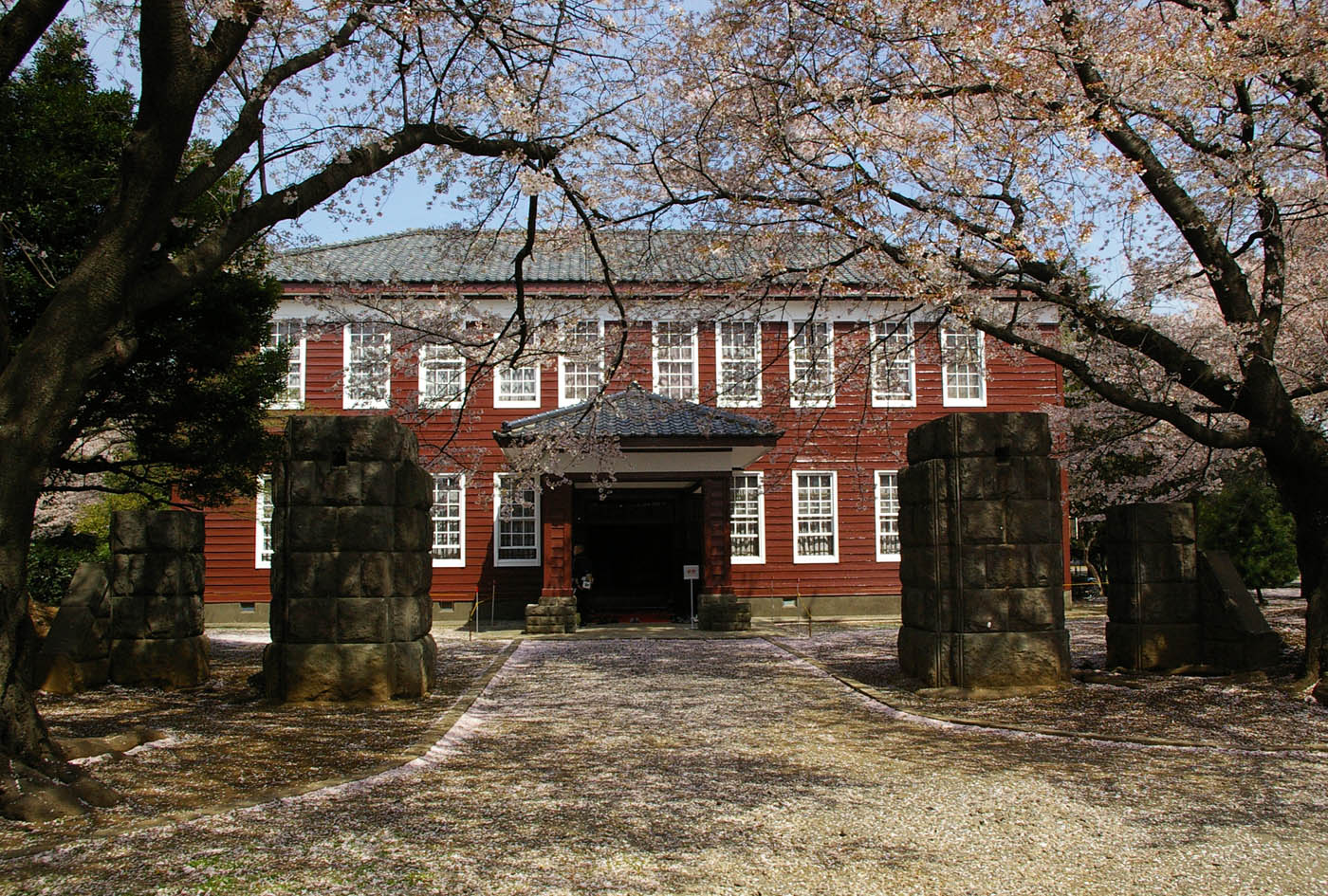
予科より早く市ヶ谷台から神奈川県座間市（現在のキャンプ座間と座間駐屯地）に移転した陸軍士官学校（本科、相武台）の皇族舎を、1978年に陸自が朝霞駐屯地に移設し、現在は振武臺記念館として主に陸軍予科士官学校関連史料を展示している。手前は予士の正門門柱。

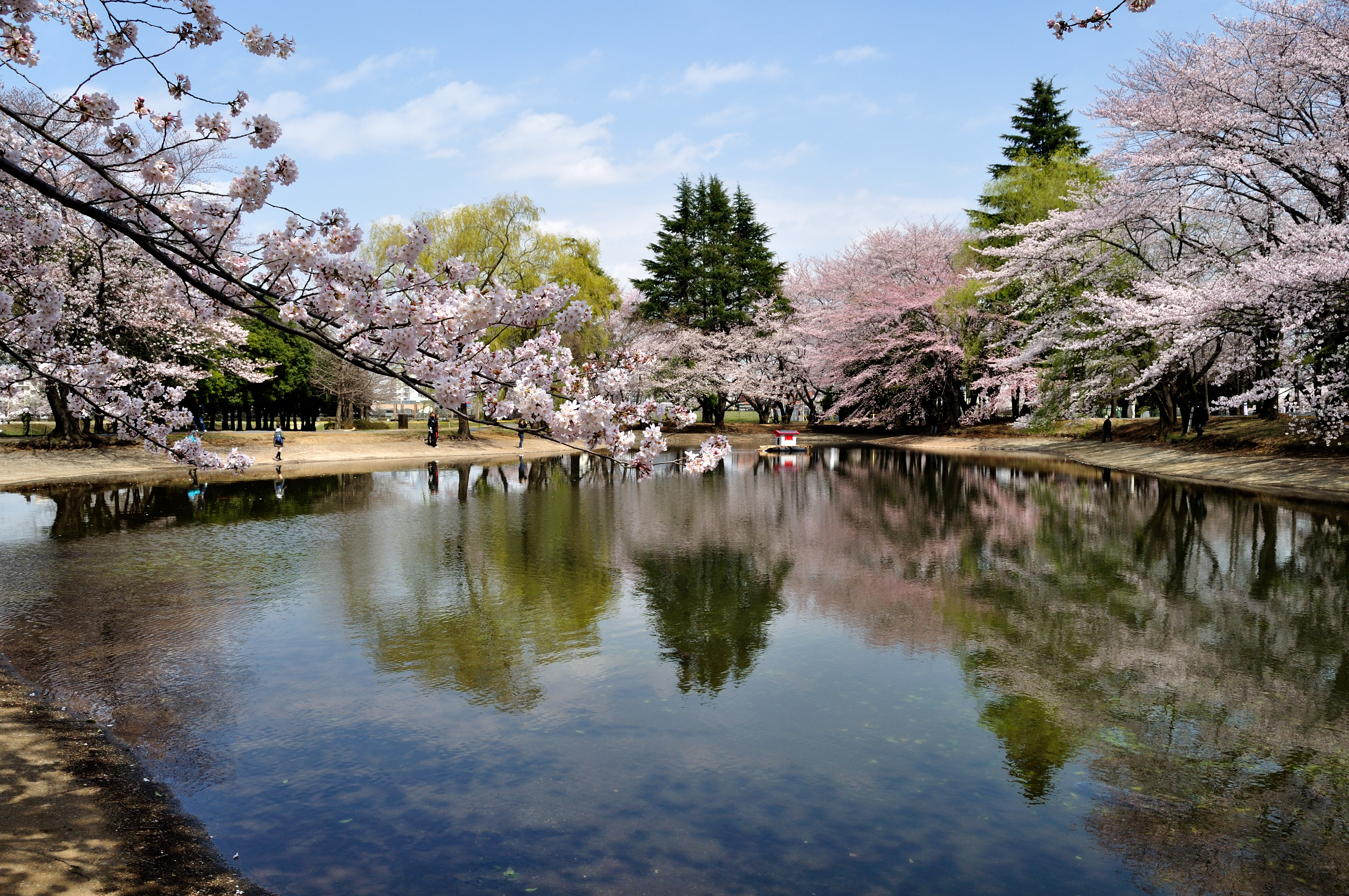
駐屯地構内の池「びわ湖」は東京ゴルフ倶楽部三番ショートホールの名残りである。

- 1932年（昭和07年）5月：現在の朝霞駐屯地を含む一帯に、東京ゴルフ倶楽部がゴルフ場を開設。

日本陸軍
- 1940年（昭和15年）：陸軍予科士官学校の移転用地として東京ゴルフ倶楽部の用地が陸軍省により買収。倶楽部は狭山へ移転。
- 1941年（昭和16年）10月1日：陸軍予科士官学校が東京市の市谷（市ヶ谷台、現在の防衛省市ヶ谷地区（市ヶ谷駐屯地））から移転。
- 1943年（昭和18年）12月9日：昭和天皇行幸、学生達に対し「将来益々武を振るえ」という思いから振武臺（振武台）と命名。
- 1945年（昭和20年）8月24日：川口放送所占拠事件。野営中の陸軍将校ら67人が川口・鳩ヶ谷放送所などを占拠。同日午前中、関東地方におけるラジオ放送を不能とする[3]。

アメリカ陸軍（キャンプ・サウス・ドレイク）
- 1945年（昭和20年）9月：第二次世界大戦敗戦のためアメリカ陸軍が接収（キャンプ・サウス・ドレイク）、第1騎兵師団司令部が進駐。

警察予備隊
- 1952年（昭和27年）6月20日：第906輸送中隊、第907輸送中隊が新編[4]。

陸上自衛隊
- 1954年（昭和29年）
  - 7月1日：第906輸送中隊は第302輸送中隊に、第907輸送中隊は第303輸送中隊に称号変更[5]。
  - 9月29日：第302輸送中隊が立川駐屯地（現：東立川駐屯地）へ移駐[5]。翌日に第303輸送中隊も同駐屯地へ移駐[5]。

陸上自衛隊朝霞駐屯地
- 1960年（昭和35年）3月15日：朝霞駐屯地が開設[2][6]。

1. 陸上自衛隊輸送学校が立川駐屯地から移駐し、輸送学校長が駐屯地司令に職務指定[7]。
2. 第1建設群が豊川駐屯地から移駐。
3. 朝霞駐屯地業務隊が新編[8]。

- 1961年（昭和36年）8月17日：部隊新編等。

1. 第1建設群を母体として第1施設団が新編され、第1施設団長が駐屯地司令に職務指定[9]。
2. 自衛隊体育学校が設置。

- 1962年（昭和37年）
  - 8月：第302ダンプ車両中隊が新編。
  - 11月26日：第31普通科連隊が習志野駐屯地から移駐。
- 1963年（昭和38年）
  - 1月31日：分屯地として入間分屯地を設置[10]。
  - 8月10日：第302ダンプ車両中隊が福島駐屯地に移駐[11]。
- 1964年（昭和39年）
  - 3月24日：東部方面武器隊が編成完結。
  - 10月：朝霞駐屯地内射撃場を1964年東京オリンピックの射撃競技会場として使用[12]。
- 1966年（昭和41年）
  - 3月29日：第107特科大隊第2中隊が横浜駐屯地から移駐。
  - 8月1日：東部方面音楽隊が練馬駐屯地から移駐。
  - 8月3日：第2高射特科群が下志津駐屯地から移駐。
- 1967年（昭和42年）8月10日：第2高射特科群主力が松戸駐屯地へ移駐。
- 1968年（昭和43年）
  - 4月1日：輸送学校隷下に婦人自衛官学生隊が編成完結。
  - 12月20日：婦人自衛官学生隊が婦人自衛官教育隊として創隊、第1教育団隷下に編合。
- 1971年（昭和46年）
  - 3月25日：第124特科大隊が東部方面隊隷下に編成替えとなり、下志津駐屯地から移駐。
  - 8月21日：朝霞自衛官殺害事件発生。警衛勤務中の自衛官が、新左翼に殺害される。
  - 10月20日：座間キャンプ日米共同使用開始により朝霞駐屯地座間分屯地が開設。
- 1972年（昭和47年）8月1日：第6高射特科群が第124特科大隊を母体として朝霞駐屯地において東部方面隊直轄部隊として編成完結。
- 1973年（昭和48年）
  - 1月30日：第6高射特科群が沖縄に移駐開始。
  - 3月25日：第6高射特科群が沖縄に移駐完了。
- 1975年（昭和50年）3月26日：東部方面輸送隊が新編。
- 1978年（昭和53年）
  - 3月25日：陸上自衛隊中央音楽隊が芝浦分屯地から移駐、入れ替わりに東部方面音楽隊が芝浦分屯地へ移駐。
  - 10月：キャンプ座間の陸軍士官学校跡から旧皇族舎を移築し振武臺記念館を開設[2]。
- 1994年（平成06年）
  - 7月27日：東部方面音楽隊が芝浦分屯地から再び朝霞駐屯地に移駐。
  - 11月：防衛庁本庁の市ヶ谷駐屯地への移転計画に伴い、東部方面総監部、東部方面警務隊本部、東部方面会計隊本部、東部方面通信群等が市ヶ谷駐屯地から移駐。
  - 11月28日：東部方面総監部幕僚長が朝霞駐屯地司令に職務指定[13]。
- 2001年（平成13年）
  - 3月2日：第1施設団が古河駐屯地へ移駐し、替わって第1施設大隊が古河駐屯地から移駐。
  - 3月27日：部隊等新編・移駐

  1. 陸上自衛隊研究本部が編成完結。
  2. 東部方面通信群の第106通信運用大隊・第304搬送通信中隊が久里浜駐屯地から移駐。
- 2002年（平成14年）
  - 3月26日：東部方面武器隊が廃止。
  - 3月27日：部隊新編・移駐

  1. 東部方面後方支援隊が新編。
  2. 東部方面衛生隊が新編。
  3. 第31普通科連隊がコア部隊に改編の上、武山駐屯地に移駐。

  - 4月5日：陸上自衛隊広報センターを開設。
- 2003年（平成15年）3月27日：部隊新編

1. 東部方面情報保全隊が新編。
2. 東部方面指揮所訓練支援隊が新編。

- 2007年（平成19年）3月28日：中央即応集団司令部が新編。
- 2008年（平成20年）3月26日：部隊新編

1. 東部方面情報処理隊が新編。
2. 対特殊武器衛生隊が新編。

- 2009年（平成21年）3月30日：第2高射特科群隷下の第337高射中隊、第301高射直接支援中隊第1直接支援小隊が古河駐屯地へ移駐。
- 2013年（平成25年）3月26日：中央即応集団司令部の座間分屯地移駐に伴い、朝霞駐屯地隷属の座間分屯地が駐屯地に昇格。
- 2018年（平成30年）3月27日：部隊等の新編・廃止。

1. 陸上総隊司令部が設置。
2. 陸上自衛隊研究本部を廃止（防衛省目黒地区の陸上自衛隊幹部学校と統合、陸上自衛隊教育訓練研究本部として新編）。
3. 中央情報隊（隊本部及び本部付隊、情報処理隊、現地情報隊）が市ヶ谷駐屯地から移駐。
4. 対特殊武器衛生隊が三宿駐屯地へ移駐。
5. 中央野外通信群第301通信運用中隊が久里浜駐屯地から移駐のうえ、第301指揮所通信中隊に改編。
6. 東部方面輸送隊第102輸送業務隊を廃止（陸上自衛隊中央輸送隊第3方面分遣隊として新編）。

- 2020年（令和02年）3月26日：東部方面システム通信群に称号変更。第302システム防護隊が新編。
- 2021年（令和03年）
  - 7月18日：東京2020オリンピック・パラリンピック支援団（担任：東部方面総監）が編成完結[14]。
  - 7月24日-8月2日：朝霞訓練場内射撃場を2020年東京オリンピックの射撃競技会場として使用。また8月29日-9月5日には東京パラリンピックの射撃競技会場としても使用[15]。
- 2022年（令和04年）3月17日：部隊新編

1. 第1師団の地域配備師団化に伴い、第1戦車大隊（駒門駐屯地）及び第1偵察隊（練馬駐屯地）を廃止、統合し第1偵察戦闘大隊（約290人）が新編[16]。
2. 陸上総隊隷下に電子作戦隊を新編し、電子作戦隊本部、第101電子戦隊を配置[16][17][18]。

- 2025年（令和07年）3月24日：東部方面情報処理隊を廃止し、東部方面情報隊を新編[19]。
- （時期未定）：女性自衛官教育隊が久里浜駐屯地へ移駐し、中央野外通信群残余部隊が久里浜駐屯地から移駐。

## 駐屯部隊・機関

### 陸上総隊及び直轄部隊
- 陸上総隊司令部
- 陸上総隊司令部付隊
- システム通信団
  - 中央基地システム通信隊
    - システム・ネットワーク運営隊
      - 朝霞派遣隊

  - 中央野外通信群
    - 第301指揮所通信中隊

  - 第301映像写真中隊
    - 朝霞派遣隊

  - サイバー防護隊
    - 第302システム防護隊
- 中央情報隊[20][注釈 1]
  - 中央情報隊本部及び本部付隊
  - 情報処理隊
  - 現地情報隊
- 電子作戦隊
  - 電子作戦隊本部
  - 第101電子戦隊

### 東部方面隊及び隷下部隊
- 東部方面総監部
- 東部方面総監部付隊
- 第1師団
  - 第1偵察戦闘大隊
  - 第1施設大隊
  - 第1後方支援連隊
    - 第1整備大隊
      - 施設整備隊：第1施設大隊を支援

    - 第2整備大隊
      - 偵察戦闘直接支援隊：第1偵察戦闘大隊を支援
- 東部方面混成団
  - 第31普通科連隊
    - 第2普通科中隊
    - 第3普通科中隊
    - 第5普通科中隊

  - 女性自衛官教育隊
- 第2高射特科群
  - 第335高射中隊
- 東部方面システム通信群
- 東部方面後方支援隊
- 東部方面情報隊
- 東部方面衛生隊
- 東部方面会計隊
- 東部方面指揮所訓練支援隊
- 東部方面音楽隊
- 朝霞駐屯地業務隊

### 防衛大臣直轄部隊・機関
- 自衛隊情報保全隊
  - 東部情報保全隊本部
- 警務隊
  - 東部方面警務隊本部
- 陸上自衛隊会計監査隊
  - 東部方面分遣隊
- 陸上自衛隊中央輸送隊
  - 第3方面分遣隊
    - 隊本部
    - 第1端末地業務班
- 中央音楽隊
- 陸上自衛隊輸送学校
- 自衛隊体育学校（陸海空自衛隊の共同機関）

## 所在地住所について
前述のように駐屯地の敷地は東京都練馬区・埼玉県朝霞市・和光市及び新座市の1都1県・1特別区3市にまたがって所在している。東京都練馬区にかかるのは東部方面総監部庁舎及び正門部分のみだが、自衛隊の駐屯地の住所は駐屯地司令部がある場所によって判別されるため、陸上自衛隊公式サイトなどに記載されている便宜上の住所は「〒178-8501 東京都練馬区大泉学園町」、国有財産情報では「東京都練馬区大泉学園町無番地」として登録されている。なお、地図上では「東京都練馬区大泉学園町9丁目4番」に当たる。
なお、電話の市外局番は埼玉県地域の048（川口MA）が適用されている。ただし、駐屯地内で東京都練馬区内の場所にある公衆電話は、03（東京MA）が適用されている。

## 朝霞訓練場

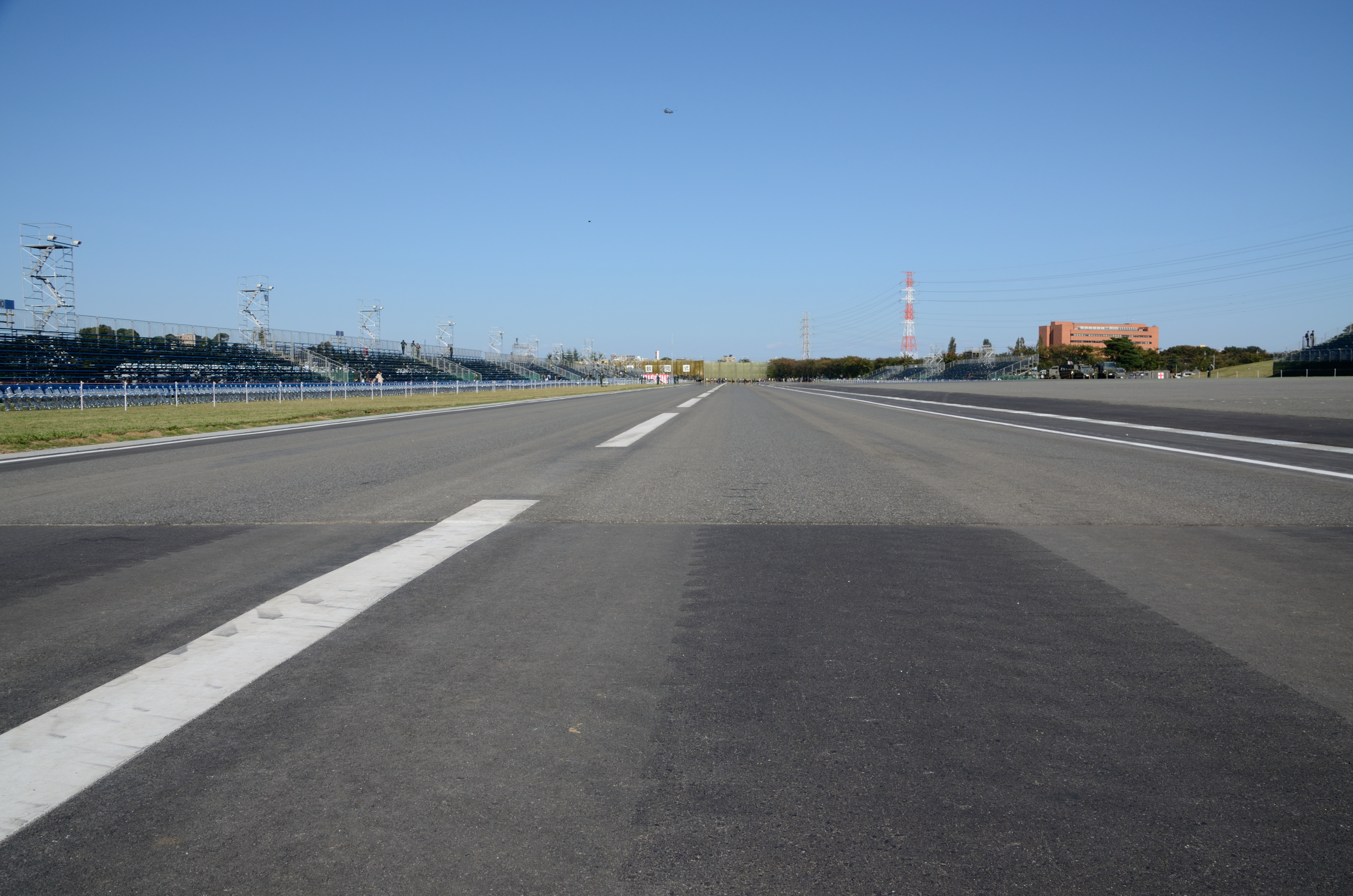
朝霞訓練場内の中央観閲式会場（旧朝霞訓練場離着陸場）。
部隊が行進する道路を挟んで、観覧者のための仮設スタンドが並ぶ

公道を挟んで駐屯地の西側に隣接する形で朝霞訓練場（Asaka Training Field）が設置されている。訓練場の敷地は埼玉県朝霞市・新座市にまたがって所在している。
訓練場内は自動車教習所・屋内射撃場・高射地区（弾薬庫含む）などが設置されており、一部の区域で陣地構築等の小規模な訓練が可能となっている。
3年に一度実施される自衛隊中央観閲式では、後述の広場と道路が会場となる。
前述の通り1964年東京オリンピックの射撃競技会場となったほか、2021年開催の2020年東京オリンピック・パラリンピックでも、オリンピック基準に適合した仮設施設を整備した上で射撃競技が実施された。公式の競技会場名は、日本語では「陸上自衛隊朝霞訓練場」、英語では「Asaka Shooting Range」であった。

### 旧朝霞訓練場離着陸場
訓練場敷地内の中央部やや東寄りの区画には、北東から南西に向かって直線道路があり、周囲は大きく開けた広場となっている。この場所は、かつては「朝霞訓練場離着陸場」の名称で小型の連絡機（L-21 パイパーなど）の発着に用いられていたもので、航空法に基づく飛行場ではなく、飛行場としての設備も設けられていなかったため、公的な地図等に「飛行場」として記載されていたことはないが、当時の周辺住民には「朝霞の飛行場」等と呼ばれていたことがあり、「かつて朝霞駐屯地には飛行場があった」と記述されている書籍他が存在する他、「朝霞駐屯地は戦前は陸軍の飛行場だった」という誤説の元にもなっている。
現在では小型連絡機が全て退役したため、北側の一部を自動車教習所に転用し、発着場としては用いられていないが、時折ヘリコプターの発着場として用いられている他、中央観閲式の会場として用いられている。

## 最寄の幹線交通
- 高速道路
  - 関越自動車道: 練馬IC、所沢IC
  - 東京外環自動車道: 和光IC
- 一般道: 国道254号（川越街道）、埼玉県道36号保谷志木線、埼玉県道・東京都道40号さいたま東村山線、埼玉県道108号東京朝霞線、東京都道311号環状八号線、東京都道443号南田中町旭町線
- 鉄道: （朝霞門） 東武東上線、東京メトロ有楽町線・副都心線 和光市駅 徒歩約30分
- 路線バス
  - 正門: 西武池袋線大泉学園駅より西武バス長久保行き・長久保経由成増駅南口行き 長久保バス停 下車徒歩5分　
  - 朝霞門: 和光市駅南口3番のりばより 東武バス和13・自衛隊朝霞門行き、自衛隊朝霞門バス停（平日朝夕のみ・本数僅少）
- 港湾
  - 東京港（指定特定重要港湾）
- 飛行場
  - 東京国際空港（羽田空港） （第一種空港）
  - 調布飛行場/横田飛行場/入間基地/立川飛行場 （その他の飛行場）
  - 東京ヘリポート（公共用ヘリポート）